# Bytomka
Bytomka (niem. Beuthener Wasser lub Iserbach) – rzeka w południowej Polsce, w województwie śląskim, prawostronny dopływ rzeki Kłodnicy.

## Informacje ogólne

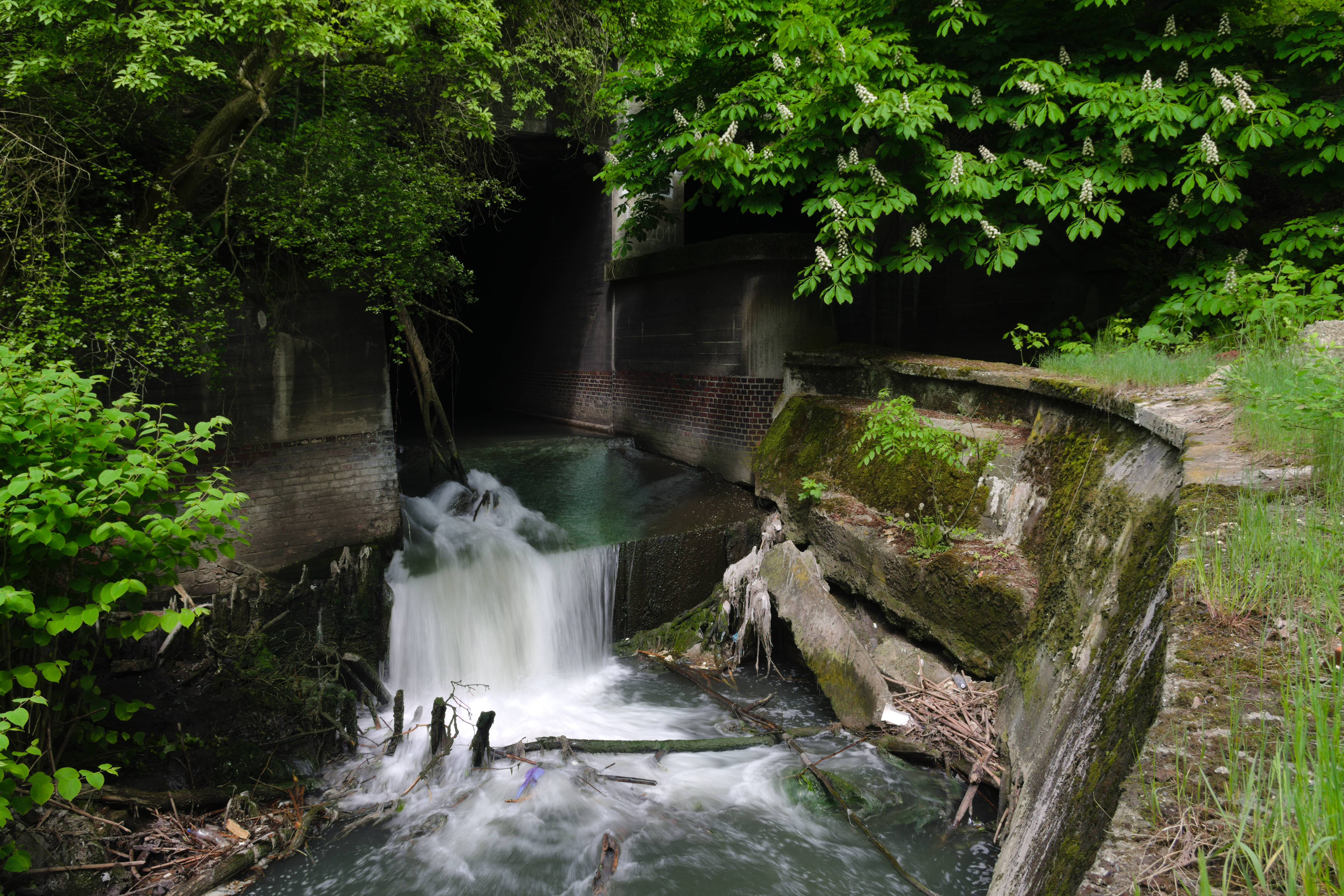
Bytomka wypływająca z przepustu w Łagiewnikach, tzw. grzmoty Bytomki

Bytomka ma 19,2 km długości (z czego na terenie Bytomia około 7 km) i wpływa do Kłodnicy na terenie Gliwic. Jej prawobrzeżnym dopływem jest Potok Mikulczycki (w górnym odcinku nazywany Rokitnickim), a lewobrzeżnym – Graniczny Potok. Wypływa ona u podnóża wzniesienia 315 m n.p.m. w lesie miechowickim i wpada do Kłodnicy. Przez północną część miasta płynie potok Szarlejka z dopływem Segiet, który w okolicy Piekar Śląskich uchodzi do Brynicy. Jego długość wynosi 10,7 km.
W granicach Bytomia znajduje się kilkadziesiąt stawów, utworzonych w wyniku działalności człowieka w zapadliskach terenu lub wyrobiskach poeksploatacyjnych, zwłaszcza w dolinie Bytomki i Szarlejki. Ich najciekawsze skupisko – „Żabie Doły” – występuje na pograniczu Bytomia, Brzezin Śląskich i Chorzowa.
Osady Bytomki charakteryzują się wysokimi stężeniami metali ciężkich pochodzenia antropogenicznego: niklu, kadmu oraz rtęci.

## Hydronimia
Rzeka była nazywała w źródłach: Cacaua, Cacava (XIII wiek), Koczawa Kliczborn (XV wiek – Roczniki czyli kroniki sławnego Królestwa Polskiego Jana Długosza), Kokava (XVIII wiek), Beuthener Wasser (XIX wiek), Iserbach (XIX wiek), Mała Kocawa (XIX wiek), Okronglik (XIX wiek), Okrąglik (XX wiek), Bytomka, Bytomska Woda, Bojtnerka (XX wiek).

## Historia
Ślady osadnictwa prehistorycznego odnalezione w łachach piasku nad Bytomką (na terenie Zabrza-Biskupic) sięgają epoki kamiennej (ok. 10 000 lat p.n.e.). Odkryć tych dokonano w 1927 r. Były to tysiące drobnych przedmiotów z krzemienia. Najprawdopodobniej była to pozostałość po warsztacie do ich wyrobu. Również w XVII w. Bytomka była dla mieszkańców dzisiejszego Bytomia, Zabrza i Gliwic źródłem bogactwa. To właśnie na jej terenie powstawały liczne młyny wodne, a w jej dopływach budowane były liczne stawy wodne.
W okresie międzywojennym na krótkim odcinku stanowiła granicę niemiecko-polską.

## Rekultywacja

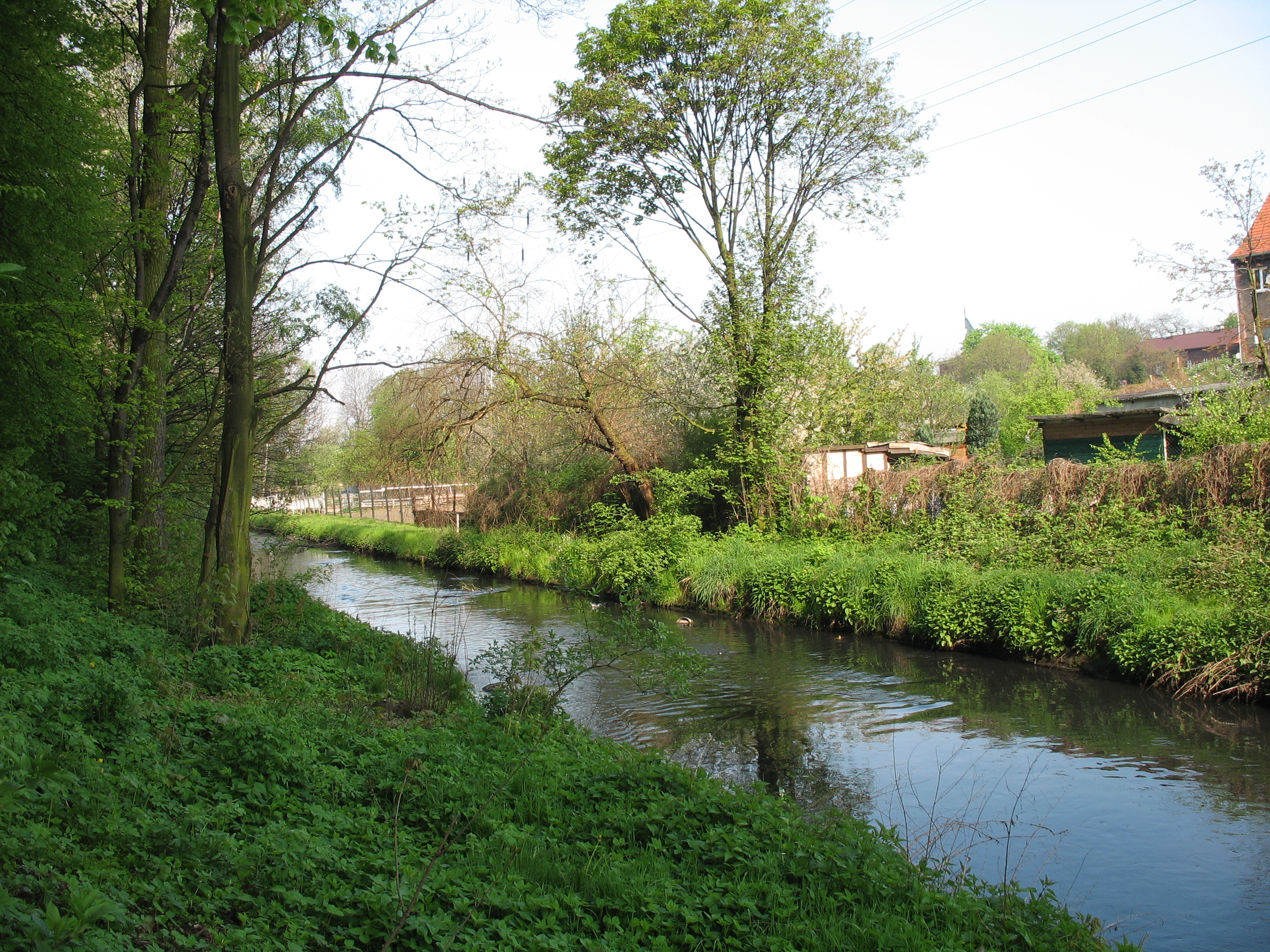
Bytomka przepływająca obok Parku im. Poległych Bohaterów w Zabrzu (2008)

### Bytom
W 2010 r. na terenie Bytomia rozpoczęto realizację prac, których celem jest rekultywacja zdegradowanych terenów w otoczeniu Bytomki. Działania są w znacznej części finansowane z funduszy europejskich – w sumie przyznano miastu ponad 7 mln zł. Projekty dotyczą przede wszystkim likwidacji dzikich składowisk odpadów oraz rekultywacji terenów zalewowych i zbiorników wodnych w sąsiedztwie Bytomki.

### Ruda Śląska
Na terenie miasta Ruda Śląska przy udziale środków Funduszu Spójności realizowany jest projekt „Oczyszczanie ścieków – Ruda Śląska”, w ramach którego została zmodernizowana oczyszczalnia ścieków „Orzegów”, oddana do eksploatacji w grudniu 2007 r. Oczyszczalnia jest eksploatowana zgodnie z wydanym w dniu 18.12.2007 r. pozwoleniem wodnoprawnym na odprowadzanie oczyszczonych ścieków.
Aktualnie w ramach tego projektu prowadzona jest budowa i przebudowa kanalizacji w zlewni oczyszczalni „Orzegów”. W 2008 roku została oddana do eksploatacji przepompownia przy ul. Na łąkach w Rudzie Śląskiej, zaś w roku 2009 oddano przepompownię przy ul. Sobieskiego w Rudzkiej Kuźnicy. Realizacja ta pozwoli na skierowanie ścieków z dzielnic: Orzegów, Godula, Chebzie i Ruda na oczyszczalnię „Orzegów” i tym samym zlikwidowanie wylotów odprowadzających nieoczyszczone ścieki do rzeki Bytomki.
Bytomka jest rzeką, która sukcesywnie jest coraz bardziej zanieczyszczona. Brzegi są bardzo zaśmiecone, a ze względu na dużą zawartość ścieków, z koryta wydobywa się nieprzyjemny zapach. Co roku organizowana jest akcja, mająca na celu oczyszczenie rzeki. Ochotnicy przemierzając wzdłuż Bytomkę sprzątają śmieci pozostawione na jej brzegu.
Na stan i jakość wód płynących korytem rzeki Bytomki wpływ ma nie tylko miasto Ruda Śląska, gdyż już w momencie wpłynięcia rzeki na teren miasta jest ona zanieczyszczona wodami płynącymi od strony miasta Bytom.
Za stan czystości koryta i skarp rzeki Bytomki, w tym za usuwanie m.in. odpadów odpowiada administrator cieku tj. Regionalny Zarząd Gospodarki Wodnej w Gliwicach.